# Wolverine River (Carnwath River)
Der Wolverine River (wolverine englisch für „Vielfraß“) ist ein 278 km langer linker Nebenfluss des Carnwath River in den kanadischen Nordwest-Territorien.

## Verlauf
Der Wolverine River hat sein Quellgebiet 14 km südöstlich des Hyndman Lake auf einer Höhe von etwa 280 m. Auf den ersten 40 Kilometern durchquert der Fluss mehrere Seen, darunter den Hyndman Lake. Der Wolverine River fließt im Oberlauf mit mehreren großen Bögen in überwiegend nordöstlicher Richtung. Der Fluss verläuft in einer Tundralandschaft nördlich des Polarkreises 75 km nördlich bzw. 140 km östlich vom Unterlauf des Mackenzie River. Auf den letzten 130 Kilometern wendet sich der Wolverine River in Richtung Ostsüdost und mündet schließlich in den Carnwath River, 25 km oberhalb dessen Mündung in den Anderson River.